# Alex de Angelis
Alex de Angelis (Rimini, 1984. február 26. –) San Marinó-i motorversenyző. Testvére, William korábban szintén motorversenyző volt.

## Karrierje
De Angelis 1999-ben mutatkozott be a gyorsaságimotoros-világbajnokságon, a 125 köbcentiméteres géposztályban. Ekkor egyedül az Imolai Nagydíjon indult, szabadkártyásként. A versenyen nem ért célba. Első teljes szezonját 2000-ben futotta, legjobb eredménye két hatodik helyezés volt. A legkisebb géposztályban egészen 2003-ig maradt, utolsó évében második lett, 166 ponttal. A szezon során hatszor is felállhatott a dobogóra, mindannyiszor a harmadik helyen végzett.
A következő szezonra már a negyedliteresek között kapott szerződést. Első évében ötödik, a másodikban pedig hetedik lett. 2006-ban már jobban szerepelt, négy verseny kivételével (ebből kétszer kiesett, egyszer ötödik, egyszer tizenkettedik lett) mindig dobogóra állhatott. A szezonzáró valenciai versenyen megszerezte pályafutása első győzelmét is. 2007-ben megismételte ezt a teljesítményt.
2008-ban került fel először a királykategóriába. Első évében még hatszor is a verseny feladására kényszerült. A szezon végén mindössze a tizennegyedik helyen végzett. A 2009-es év eddig jobban alakul számára, ugyanis minden versenyen célba ért, ráadásul mindannyiszor pontszerző helyen. Az indianapolisi versenyen, Rossi és Pedrosa esésének is köszönhetően megszerezte első királykategóriás dobogós helyezését, a második helyen végzett. A szezon végén mindenképp új csapatot kell találnia, ugyanis már korábban eldőlt, hogy sem rá, sem csapattársára, Toni Elíasra nem számítanak 2010-től. Helyükre a csapat korábbi versenyzőjét, Marco Melandrit és az újonc Marco Simoncellit szerződtették.

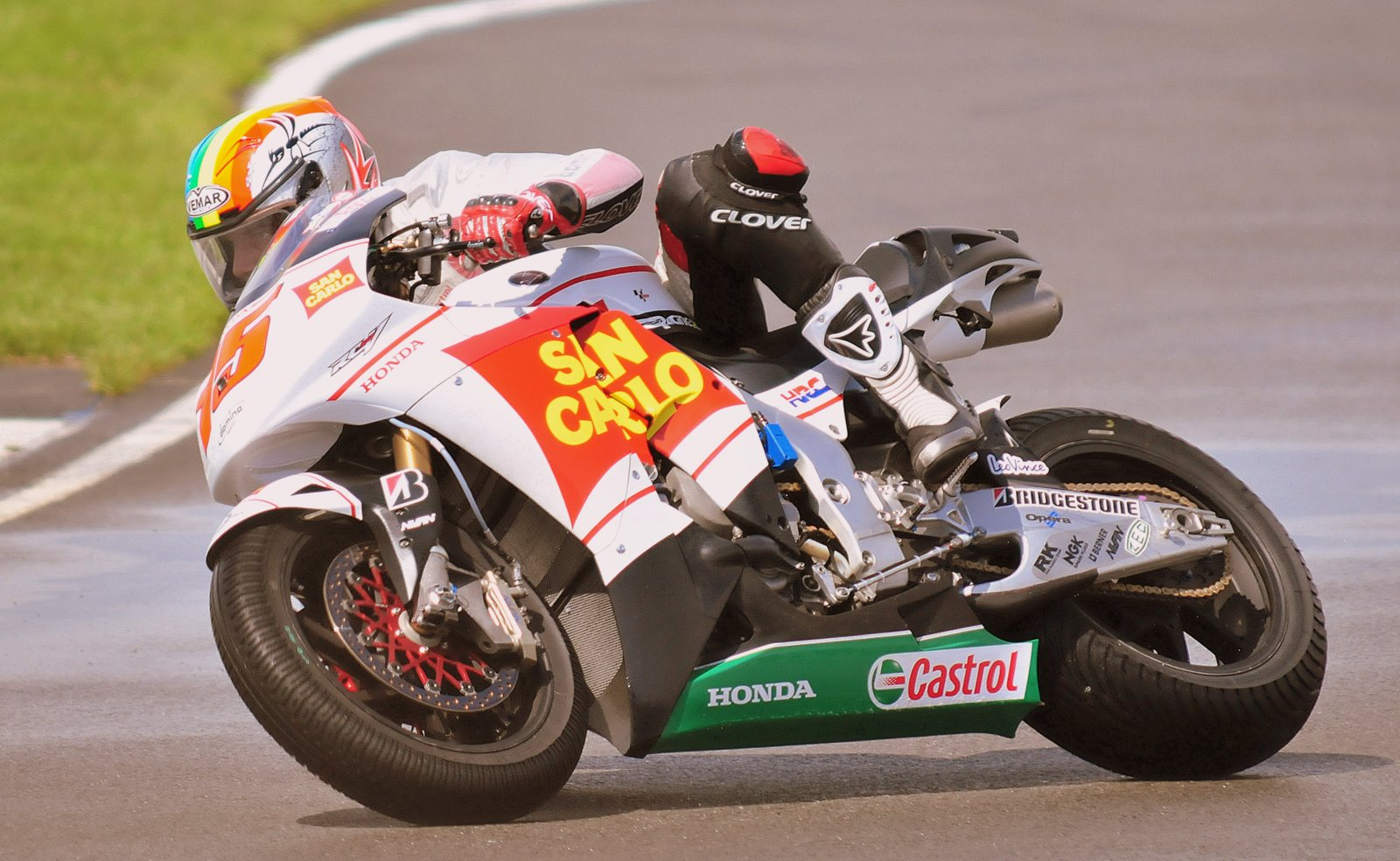
de Angelis 2009-ben.

2010-től 2014-ig szerződése szerint az újonnan létrejött Moto2 versenyzője volt. Első három évében egyaránt futamot tudott nyerni, a legjobb szezonja pedig a 2011-es volt, amikor a győzelem mellé még egy dobogó és számos negyedik helyezés is társult. Év végén is negyedikként zárt. A Moto2-es évekkel párhuzamosan de Angelis időről időre feltűnt a MotoGP-ben is, mint helyettes versenyző. 2010-ben Aojama Hirosi helyére ugrott be három verseny erejéig, 2013-ban pedig egy futamon, az amerikai nagydíjon vett részt. 
Egy évvel később ő került a szezon közben visszavonuló amerikai Colin Edwards helyére, 2015-re az Octo IodaRacing csapatához szerződött át, amely egy Aprilia ART-t bízott rá. Kénytelen volt kihagyni a japán, a maláj és az ausztrál versenyhétvégéket, mivel még Motegiben a szabadedzésen balesetezett és tüdőzúzódást, csigolya- és bordatörést szenvedett. Mivel a szezon utolsó felét kihagyta és addig sem hozott különösebben jó eredményeket, a tabella 28. helyén lett rangsorolva 2 ponttal.
2016-ra váltott és a Superbike-világbajnokságba igazolt, ahol továbbra is az IodaRacing nevezte egy Aprilia RSV4 RF-el, csapattársa Lorenzo Salvadori volt. A hollandiai Assen második futamán nem rajtolt el, mivel az előtte lévő edzésen, bemelegítés közben eltört a bal kezének kisujja. A Lausitzring gp-vonalvezetésén vizes körülmények között megszerezte szériabeli első dobogóját, amikor a győztes, Jonathan Rea mögött ért be. Átlagban stabil pontszerzéssel a 13. lett összetettben. 2017-re csapatot és márkát váltott. Egy Kawasaki ZX-10R-re ült át a Pedercini Racing felkészítésében. A csapattal való együttműködése már Laguna Seca után leállt és a további fordulókra Riccardo Russo váltotta.
Még ebben az évben visszatért a MotoGP-paddockjába is, mivel a Moto2-es Tasca Racing lehetőséget adott neki, hogy helyettesítse Xavier Siméont két fordulóban. Hazai futamán, San Marinóban a Dynavolt Intact GP Suterjére ült fel a sérült Marcel Schrötter helyett.
2019-ben tért vissza a pályára, hogy induljon a vadonatúj, elektromos MotoE-világkupán a Pramac csapatával. Hazájában pole-pozíciót szerzett, legjobb eredménye pedig két 4. pozíció volt. A kiírás végén 7. lett 47 egységgel.
2020. október 8-án, 36 évesen bejelentette visszavonulását a legendás franciaországi Le Mans-ban, ahol a 2020-as szezon utolsó nagydíját rendezték. 
2022 áprilisában a gyári Ducati fejlesztőcsapatához csatlakozott, hogy segítsen az elektromos V21L kódjelű gép fejlesztésében, amely gárda 2023-tól egyedüli beszállító lett a MotoE-világbajnokságon.

## Eredményei

### Statisztikái
| Géposztály | Szezon                     | 1. verseny                 | 1. dobogó                  | 1. győzelem                | Verseny | Győzelem | Dobogó | Pole | LKör | Pont | VB |
| ---------- | -------------------------- | -------------------------- | -------------------------- | -------------------------- | ------- | -------- | ------ | ---- | ---- | ---- | -- |
| 125 cm³    | 1999–2003                  | 1999 Imola                 | 2002 Németország           |                            | 65      | 0        | 7      | 5    | 0    | 357  | 0  |
| 250 cm³    | 2004–2007                  | 2004 Dél-Afrika            | 2004 Németország           | 2006 Valencia              | 65      | 1        | 25     | 4    | 13   | 761  | 0  |
| MotoGP     | 2008–2010, 2013–2015       | 2008 Katar                 | 2009 Indianapolis          |                            | 61      | 0        | 1      | 0    | 0    | 206  | 0  |
| Moto2      | 2010–2014                  | 2010 Katar                 | 2010 Malajzia              | 2010 Ausztrália            | 74      | 3        | 7      | 2    | 5    | 478  | 0  |
| MotoE      | 2019–2020                  | 2019 Németország           |                            |                            | 13      | 0        | 0      | 1    | 1    | 82   | 0  |
| Összesen   | 1999–2015, 2017, 2019–2020 | 1999–2015, 2017, 2019–2020 | 1999–2015, 2017, 2019–2020 | 1999–2015, 2017, 2019–2020 | 278     | 4        | 40     | 12   | 19   | 1884 | 0  |

### Teljes MotoGP-eredménylistája
(Táblázat értelmezése)

(Félkövér: pole-pozícióból indult; dőlt: leggyorsabb kört futott) 

| Év   | Géposztály | Motor          | 1      | 2      | 3       | 4       | 5      | 6       | 7       | 8      | 9      | 10     | 11     | 12     | 13     | 14     | 15     | 16     | 17     | 18     | Helyezés | Pont |
| ---- | ---------- | -------------- | ------ | ------ | ------- | ------- | ------ | ------- | ------- | ------ | ------ | ------ | ------ | ------ | ------ | ------ | ------ | ------ | ------ | ------ | -------- | ---- |
| 1999 | 125 cm³    | Honda          | MAL    | JPN    | SPA     | FRA     | ITA    | CAT     | NED     | GBR    | GER    | CZE    | IMO Ki | VAL    | AUS    | RSA    | BRA    | ARG    |        |        | HN       | 0    |
| 2000 | 125 cm³    | Honda          | RSA 16 | MAL 16 | JPN Ki  | SPA 15  | FRA 15 | ITA 12  | CAT Ki  | NED 14 | GBR 12 | GER Ki | CZE Ki | POR Ki | VAL 12 | BRA 11 | PAC 6  | AUS 6  |        |        | 18.      | 40   |
| 2001 | 125 cm³    | Honda          | JPN 14 | RSA 9  | SPA 7   | FRA 14  | ITA 10 | CAT 9   | NED Ki  | GBR Ki | GER 12 | CZE 12 | POR Ki | VAL Ki | PAC Ki | AUS 6  | MAL 14 | BRA 6  |        |        | 14.      | 63   |
| 2002 | 125 cm³    | Aprilia        | JPN Ki | RSA 6  | SPA Ki  | FRA Ki  | ITA 7  | CAT Ki  | NED 9   | GBR 7  | GER 2  | CZE 8  | POR Ki | BRA 11 | PAC Ki | MAL 10 | AUS Ki | VAL 4  |        |        | 9.       | 87   |
| 2003 | 125 cm³    | Aprilia        | JPN Ki | RSA 6  | SPA 3   | FRA Ki  | ITA 7  | CAT 3   | NED 6   | GBR 4  | GER 3  | CZE 3  | POR 3  | BRA 3  | PAC 9  | MAL 6  | AUS 7  | VAL Ki |        |        | 2.       | 166  |
| 2004 | 250 cm³    | Aprilia        | RSA 5  | SPA 6  | FRA 5   | ITA 8   | CAT Ki | NED 5   | BRA 4   | GER 3  | GBR 4  | CZE Ki | POR 5  | JPN 6  | QAT Ki | MAL 4  | AUS 2  | VAL Ki |        |        | 5.       | 147  |
| 2005 | 250 cm³    | Aprilia        | SPA 3  | POR 5  | CHN 4   | FRA Ki  | ITA 3  | CAT Ki  | NED 5   | GBR Ki | GER 3  | CZE 4  | JPN 7  | MAL 3  | QAT Ki | AUS Ki | TUR 7  | VAL 4  |        |        | 7.       | 151  |
| 2006 | 250 cm³    | Aprilia        | SPA 2  | QAT Ki | TUR 12  | CHN Ki  | FRA 5  | ITA 2   | CAT 3   | NED 2  | GBR 2  | GER 2  | CZE Ki | MAL 3  | AUS 2  | JPN 2  | POR 3  | VAL 1  |        |        | 3.       | 228  |
| 2007 | 250 cm³    | Aprilia        | QAT 2  | SPA 4  | TUR 4   | CHN 4   | FRA 3  | ITA 2   | CAT 2   | GBR 2  | NED 2  | GER 3  | CZE 11 | SMR 5  | POR 6  | JPN 5  | AUS 9  | MAL Ki | VAL 2  |        | 3.       | 235  |
| 2008 | MotoGP     | Honda          | QAT Ki | SPA 14 | POR 11  | CHN 16  | FRA 12 | ITA 4   | CAT Ki  | GBR 15 | NED Ki | GER 4  | USA 13 | CZE 8  | SMR Ki | IND 10 | JPN 17 | AUS Ki | MAL 14 | VAL 10 | 14.      | 63   |
| 2009 | MotoGP     | Honda          | QAT 6  | JPN 13 | SPA 14  | FRA 11  | ITA 15 | CAT 12  | NED 10  | USA 11 | GER 5  | GBR 4  | CZE 8  | IND 2  | SMR Ki | POR Ki | AUS 4  | MAL 12 | VAL 10 |        | 8.       | 111  |
| 2010 | Moto2      | Scot Force     | QAT Ki | SPA Ni | FRA Ki  | ITA 11  | GBR Ni | NED 20  | CAT 10  |        |        |        |        |        |        |        |        |        |        |        | 11.      | 95   |
| 2010 | Moto2      | Motobi         |        |        |         |         |        |         |         |        |        |        | IND    | SMR Ki | ARA Ki | JPN 4  | MAL 2  | AUS 1  | POR 3  | VAL 6  | 11.      | 95   |
| 2010 | MotoGP     | Honda          |        |        |         |         |        |         |         | GER 12 | USA 12 | CZE 13 |        |        |        |        |        |        |        |        | 18.      | 11   |
| 2011 | Moto2      | Motobi         | QAT 4  | SPA 7  | POR 12  | FRA 10  | CAT 6  | GBR Ki  | NED 5   | ITA 4  | GER 3  | CZE 4  | IND 15 | RSM 4  | ARA 4  | JPN 6  | AUS 1  | MAL 4  | VAL 12 |        | 4.       | 174  |
| 2012 | Moto2      | Suter          | QAT Ki | SPA 12 | POR 6   | FRA Ki  | CAT 14 | GBR 11  |         |        |        |        |        |        |        |        |        |        |        |        | 12.      | 86   |
| 2012 | Moto2      | FTR            |        |        |         |         |        |         | NED 5   | GER 3  | ITA Ki | IND Ki | CZE 6  | RSM 13 | ARA Ki | JPN 19 | MAL 1  | AUS Ni | VAL    |        | 12.      | 86   |
| 2013 | Moto2      | Speed Up       | QAT 8  | AME 8  | SPA 14  | FRA 9   | ITA 8  | CAT Ki  | NED 15  | GER 5  |        | IND 14 | CZE Ki | GBR 14 | RSM 14 | ARA Ki | MAL Ki | AUS 5  | JPN 7  | VAL 6  | 14.      | 81   |
| 2013 | MotoGP     | Ducati         |        |        |         |         |        |         |         |        | USA 11 |        |        |        |        |        |        |        |        |        | 23.      | 5    |
| 2014 | Moto2      | Suter          | QAT Ki | AME 8  | ARG 6   | SPA 17  | FRA Ki | ITA 17  | CAT Ki  | NED 5  | GER Ki | IND 8  |        |        |        |        |        |        |        |        | 20.      | 37   |
| 2014 | MotoGP     | Forward Yamaha |        |        |         |         |        |         |         |        |        |        | CZE 16 | GBR 15 | RSM 14 | ARA 12 | JPN 17 | AUS 9  | MAL Ki | VAL 18 | 21.      | 14   |
| 2015 | MotoGP     | ART            | QAT 20 | AME 18 | ARG 22  | SPA 21  | FRA 17 | ITA Ki  | CAT 15  | NED Ki | GER 18 | IND 21 | CZE Ki | GBR 15 | RSM Ki | ARA Ki | JPN Ni | AUS    | MAL    | VAL    | 28.      | 2    |
| 2017 | Moto2      | Kalex          | QAT    | ARG    | AME     | SPA     | FRA    | ITA     | CAT     | NED    | GER    | CZE    | AUT    | GBR 24 |        |        |        |        | MAL 18 | VAL    | 32.      | 5    |
| 2017 | Moto2      | Suter          |        |        |         |         |        |         |         |        |        |        |        |        | RSM 11 | ARA    | JPN    | AUS    |        |        | 32.      | 5    |
| 2019 | MotoE      | Energica       | GER 6  | AUT 4  | RSM1 Ki | RSM2 Ki | VAL1 5 | VAL2 4  |         |        |        |        |        |        |        |        |        |        |        |        | 7.       | 47   |
| 2020 | MotoE      | Energica       | SPA 17 | ANC 4  | RSM 8   | EMI1 Ki | EMI2 9 | FRA1 12 | FRA2 14 |        |        |        |        |        |        |        |        |        |        |        | 14.      | 35   |

### Teljes Superbike-világbajnokság eredménylistája
(Táblázat értelmezése)

(Félkövér: pole-pozícióból indult; dőlt: leggyorsabb kört futott) 

| Év   | Motor    | 1   | 1   | 2   | 2   | 3   | 3   | 4   | 4   | 5   | 5   | 6   | 6   | 7   | 7   | 8   | 8   | 9   | 9   | 10  | 10  | 11  | 11  | 12  | 12  | 13  | 13  | Helyezés | Pont |
| Év   | Motor    | R1  | R2  | R1  | R2  | R1  | R2  | R1  | R2  | R1  | R2  | R1  | R2  | R1  | R2  | R1  | R2  | R1  | R2  | R1  | R2  | R1  | R2  | R1  | R2  | R1  | R2  | Helyezés | Pont |
| 2016 | Aprilia  | AUS | AUS | THA | THA | ESP | ESP | NED | NED | ITA | ITA | GBR | GBR | ITA | ITA | USA | USA | GER | GER | POR | POR | FRA | FRA | ESP | ESP | QAT | QAT | 13.      | 96   |
| ---- | -------- | --- | --- | --- | --- | --- | --- | --- | --- | --- | --- | --- | --- | --- | --- | --- | --- | --- | --- | --- | --- | --- | --- | --- | --- | --- | --- | -------- | ---- |
| 2016 | Aprilia  | Ki  | 13  | 9   | 14  | 11  | 8   | 12  | Ni  | 15  | 14  | Ki  | 7   | Ki  | 15  | 12  | 13  | 9   | Ni  | 12  | 2   | 10  | 14  | 11  | Ki  | 13  | Ki  | 13.      | 96   |
| 2017 | Kawasaki | AUS | AUS | THA | THA | ESP | ESP | NED | NED | ITA | ITA | GBR | GBR | ITA | ITA | USA | USA | GER | GER | POR | POR | FRA | FRA | ESP | ESP | QAT | QAT | 19.      | 32   |
| 2017 | Kawasaki | 14  | 11  | 16  | 11  | 15  | Ki  | 12  | 15  | 11  | Ki  | 17  | Ki  | 12  | Ki  | 14  | 13  |     |     |     |     |     |     |     |     |     |     | 19.      | 32   |